# 井内恭太郎
井内 恭太郎（いうち きょうたろう、嘉永7年4月10日（1854年5月6日） - 昭和9年（1934年）3月9日）は、明治時代から大正時代の官吏。徳島県阿波市出身。

## 経歴
嘉永7年4月10日（1854年5月6日）、阿波国阿波郡大俣村（現在の徳島県阿波市）で生まれる。徳島県庁に入り、海部郡長・麻植郡長・美馬郡長を歴任。1902年（明治35年）より名西郡長を務め、吉野川から水をひく麻名用水、板名用水の建設・整備に力を注いだ。
1934年（昭和9年）3月9日、79歳で亡くなる。没後、名西郡石井町の麻名用水土地改良区に銅像が建つ。